# アニメ宝箱
アニメ宝箱（アニメたからばこ）は、1996年から2006年までNHK教育テレビで年末年始に放送されていた、アニメのスペシャル番組シリーズ。

## 概要
NHK教育テレビで現在放送中の、テレビアニメの再放送や出演者（声優）のインタビューなどが放送される。おじゃる丸と忍たま乱太郎は、「おじゃる丸&忍たま乱太郎スペシャル」などのように放送される。

## 番組一覧
- 1996年12月31日 17:00-18:00 はりもぐハーリー
- 1997年01月01日 17:00-18:00 あずきちゃん
- 1997年01月02日 17:00-18:00 YAT安心!宇宙旅行
- 1997年12月31日 17:00-17:59 はりもぐハーリー
- 1998年01月01日 17:01-18:00 あずきちゃん
- 1998年01月02日 17:00-17:59 YAT安心!宇宙旅行
- 1998年12月31日 14:01-15:00 YAT安心!宇宙旅行 スペシャル
- 1998年12月31日 16:00-17:00 おじゃる丸 スペシャル
- 1998年12月31日 17:00-17:59 飛べ!イサミ スペシャル
- 2000年01月01日 16:00-16:59 コレクター・ユイ
- 2000年01月01日 17:00-17:59 カードキャプターさくら
- 2000年01月02日 17:00-17:59 おじゃる丸
- 2001年01月01日 16:15-17:05 忍たま乱太郎 セレクション
- 2001年01月01日 17:05-17:10 プチプチ・アニメ
- 2001年01月01日 17:10-18:00 おじゃる丸 セレクション
- 2001年01月02日 17:15-18:55 カードキャプターさくら スペシャル
- 2001年01月03日 17:00-18:30 コレクター・ユイ 総集編
- 2001年01月03日 18:30-18:55 プチプチ・アニメ
- 2002年01月01日 17:00-18:30 カスミン お正月スペシャル
- 2002年01月02日 17:00-18:30 だぁ!だぁ!だぁ! セレクション
- 2002年01月03日 17:10-18:00 忍たま乱太郎 セレクション
- 2002年01月03日 18:00-18:40 おじゃる丸 セレクション
- 2002年12月31日 17:00-18:30 だぁ!だぁ!だぁ! スペシャル1
- 2003年01月01日 17:00-18:30 だぁ!だぁ!だぁ! スペシャル2
- 2003年01月02日 17:00-18:30 カスミン スペシャル
- 2003年01月03日 17:20-18:50 おじゃる丸&忍たま乱太郎 セレクション
- 2003年12月31日 06:50-07:00 ニャッキ!「くちぶえ物語」
- 2003年12月31日 07:00-07:30 プチプチ・アニメ スペシャル「チックンタック 鈴木伸一の世界」
- 2003年12月31日 16:00-17:29 忍たまがやってくる スペシャル
- 2003年12月31日 22:00-23:29 十二国記 スペシャル
- 2004年01月01日 10:30-11:59 無人惑星サヴァイヴ スペシャル
- 2004年01月01日 16:30-17:59 おじゃる丸&忍たま乱太郎 スペシャル
- 2004年01月02日 10:30-11:59 カスミン スペシャル
- 2004年12月31日 17:45-18:54 忍たまがやってくる スペシャル
- 2004年12月31日 21:30-22:59 プラネテス スペシャル
- 2005年01月01日 09:00-10:29 おじゃる丸&忍たま乱太郎 スペシャル
- 2005年01月01日 19:00-20:09 メジャー スペシャル
- 2005年01月02日 09:00-10:29 無人惑星サヴァイヴ スペシャル2
- 2005年12月31日 17:00-18:29 おじゃる丸&忍たま乱太郎 スペシャル
- 2006年01月01日 17:00-18:29 メジャー スペシャル
- 2006年01月02日 17:00-18:29 ツバサ・クロニクル スペシャル
- 2006年12月23日 18:00-18:25 メジャー スペシャル 前編
- 2006年12月30日 18:00-18:25 メジャー スペシャル 後編
- 2006年12月31日 09:30-11:00 おじゃる丸・乱太郎・バーディー そろいぶみスペシャル
- 2006年12月31日 12:00-13:29 ツバサ・クロニクル スペシャル